# نظرية التمريض

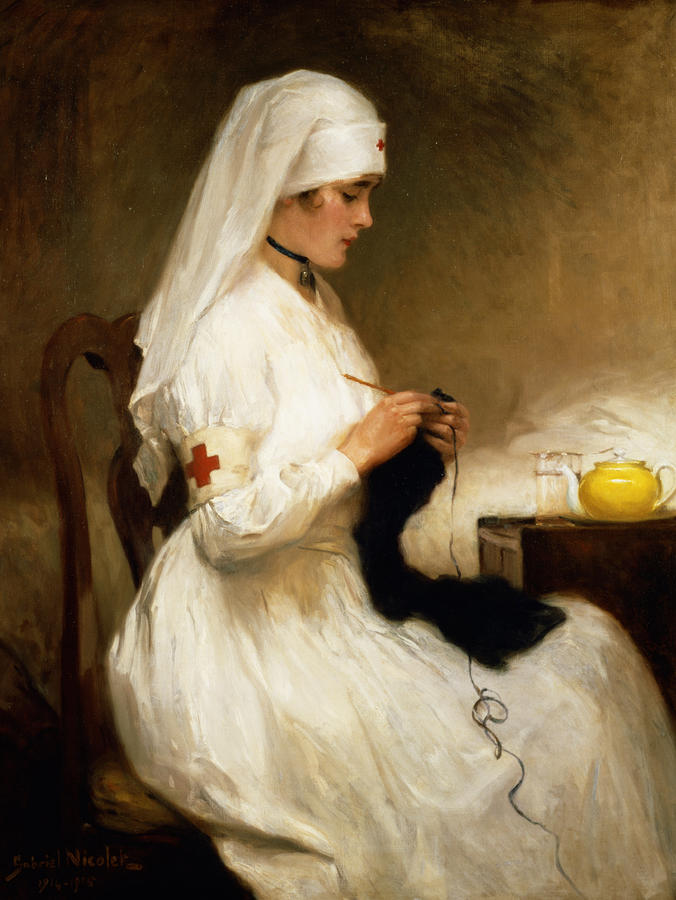

تُعرَّف نظرية التمريض بأنها «تنظيم إبداعي ودقيق للأفكار يقدم رؤية مؤقتة وهادفة ومنهجية للظواهر». يمكن للممرضين تطوير المعرفة المرتبطة بتحسين رعاية المرضى، عن طريق الاستقصاء المنهجي، سواء في أبحاث أو ممارسة التمريض. تشير النظرية إلى «مجموعة متماسكة من الافتراضات العامة المستخدمة كمبادئ للتفسير.»

## نظرية التمريض

### الأهمية
كانت المعارف التمريضية الرسمية قليلة في بداية تاريخ التمريض. ومع تطور تعليم التمريض، أدت الحاجة إلى تصنيف المعارف إلى تطوير نظرية التمريض لمساعدة الممرضين على تقييم حالات رعاية العملاء المتزايدة التعقيد.
تقدم نظريات التمريض خطة تفكير تُمكن من دراسة اتجاه معين يجب أن تتبعه الخطة. يوفر هذا الإطار، عند مواجهة حالات جديدة، ترتيبًا للإدارة والبحث واتخاذ القرار. تدير نظريات التمريض أيضًا بنية للتواصل مع الممرضين الآخرين ومع ممثلي وأعضاء فريق الرعاية الصحية الآخرين. تساعد نظريات التمريض في تطوير التمريض من ناحية صياغة المعتقدات والقيم والأهداف. وتساعد على تحديد المساهمات المحددة المختلفة للتمريض في رعاية العملاء، وتوجه البحث والممارسة.

### النظريات المستعارة والمشتركة
لا تعد كل نظريات التمريض نظريات فريدة؛ فالعديد منها مستعار أو مشترك مع تخصصات أخرى. تعتبر النظريات التي طورها نيومان، وواتسون، وبارس، وأورلاندو وبيبلو نظريات تمريض فريدة. استعار الممرضون بعض النظريات والمفاهيم التي نشأت في العلوم المرتبطة بالتمريض لشرح واستكشاف الظواهر الخاصة بالتمريض.

## الأنواع

### نظريات التمريض الكبرى
تملك نظريات التمريض الكبرى أوسع نطاق وتقدم مفاهيم ومقترحات عامة. قد تعكس النظريات في هذا المستوى وتوفر معلومات مفيدة للممارسة ولكنها غير مصممة للاختبار التجريبي. يحد ذلك من استخدام نظريات التمريض الكبرى لتوجيه وشرح والتنبؤ بالتمريض في حالات معينة. ومع ذلك، قد تتضمن هذه النظريات مفاهيم يمكن أن تخضع للاختبار التجريبي. تهدف النظريات في هذا المستوى إلى أن تكون وثيقة الصلة بجميع حالات التمريض. تتكون النظريات الكبرى من أطر مفاهيمية تحدد منظورات واسعة للممارسة، وطرق للبحث في ظواهر التمريض على أساس المنظورات.

### نظريات التمريض متوسطة المدى
تعد نظريات التمريض متوسطة المدى أضيق نطاقًا من نظريات التمريض الكبرى وتقدم جسرًا فعالًا بين نظريات التمريض الكبرى وممارسة التمريض. تقدم مفاهيم ومستوى أدنى من التجريد وتوجه البحث القائم على النظرية واستراتيجيات ممارسة التمريض. تعد نظريات المدى المتوسط أكثر واقعية ويمكن التحقق منها عن طريق الاختبار، ويمثل هذا إحدى السمات المميزة لها عن النظريات الكبرى. تتضمن وظائف نظريات المدى المتوسط وصف الظاهرة أو تفسيرها أو التنبؤ بها. وتعد نظريات المدى المتوسط بسيطة ومباشرة وعامة، وتأخذ في الاعتبار عددًا محدودًا من المتغيرات وجانبًا محدودًا من الواقع.

### نظريات ممارسة التمريض
تتمتع ممارسة نظريات التمريض بنطاق ومستوى محدود من التجريد وتُطور للاستخدام في نطاق محدد من حالات التمريض. توفر نظريات ممارسة التمريض أطرًا لتدخلات التمريض، وتتوقع نتائج وتأثير ممارسة التمريض. تعد قدرة هذه النظريات محدودة، وتحلل جانبًا ضيقًا من الظواهر. تُحدد نظريات ممارسة التمريض عادةً لمجتمع أو مجتمع دقيق.

## نماذج التمريض
توصف نماذج التمريض عادةً بأنها تمثيل للواقع أو طريقة أكثر بساطة لتنظيم ظاهرة معقدة. يعتبر نموذج التمريض توحيدًا للمفاهيم والافتراضات يدمجها في ترتيب هادف. ويعد النموذج طريقة لعرض الحالة بطريقة تظهر المصطلحات المنطقية لعرض بنية الفكرة الأصلية. لا يمكن استخدام مصطلح نموذج التمريض بالتبادل مع نظرية التمريض.

### مكونات نموذج التمريض
توجد ثلاثة مكونات رئيسية لنموذج التمريض:
- بيان الهدف الذي يحاول الممرض تحقيقه.
- مجموعة من المعتقدات والقيم.
- الوعي والمهارات والمعرفة التي يحتاجها الممرض لممارستها.

تتمثل الخطوة المهمة الأولى في تطوير الأفكار المتعلقة بالتمريض في تأسيس نهج البنية الأساسية للتمريض، ثم تحليل المعتقدات والقيم حولها.